# Commissario europeo del Regno Unito
Il commissario europeo del Regno Unito è stato un membro della Commissione europea proposto al Presidente della Commissione dal Governo del Regno Unito.
Il Regno Unito ha avuto diritto a due commissari europei dal 1º gennaio 1973, data della sua adesione alla Comunità Economica Europea, all'insediamento della prima Commissione Barroso nel 2004; da allora, a seguito del quinto allargamento, ha avuto diritto ad un solo commissario, come tutti gli altri Stati membri fino alla Commissione Juncker, dopodiché non ha più nominato commissari a seguito della sua uscita dall'Unione europea avvenuta il 31 gennaio 2020.

## Lista dei commissari europei del Regno Unito
| Commissario           | Competenza | Commissione            | Periodo   | Partito      |
| --------------------- | --- | ---------------------- | --------- | ------------ |
| Julian King           | Commissario europeo per l'unione della sicurezza                                                                                    | Juncker                | 2016-2019 | Nessuno      |
| Jonathan Hill         | Stabilità finanziaria, Servizi finanziari e Mercato unico dei capitali                                                              | Juncker                | 2014-2016 | Conservative |
| Catherine Ashton      | Alto rappresentante dell'Unione per gli affari esteri e la politica di sicurezza (Vicepresidente)                                   | Barroso Ie Barroso II  | 2009-2014 | Labour       |
| Catherine Ashton      | Commercio | Barroso I              | 2008-2009 | Labour       |
| Peter Mandelson       | Commercio | Barroso I              | 2004-2008 | Labour       |
| Chris Patten          | Relazioni esterne | Prodi                  | 1999-2004 | Conservative |
| Neil Kinnock          | Riforma amministrativa (Vicepresidente)                                                                                             | Prodi                  | 1999-2004 | Labour       |
| Neil Kinnock          | Trasporti | Santer e Marín         | 1995-1999 | Labour       |
| Leon Brittan          | Commercio e relazioni con l'America settentrionale, l'Australia, la Nuova Zelanda, il Giappone, la Cina e la Corea (Vicepresidente) | Santer e Marín         | 1995-1999 | Conservative |
| Leon Brittan          | Affari economici esterni e politica commerciale (Vicepresidente)                                                                    | Delors III             | 1993-1995 | Conservative |
| Leon Brittan          | Concorrenza e istituzioni finanziarie (Vicepresidente)                                                                              | Delors II              | 1989-1993 | Conservative |
| Bruce Millan          | Politiche regionali | Delors II e Delors III | 1989-1995 | Labour       |
| Arthur Cockfield      | Mercato interno, diritto tributario e dogane (Vicepresidente)                                                                       | Delors I               | 1985-1989 | Conservative |
| Stanley Clinton Davis | Ambiente, tutela dei consumatori e trasporti                                                                                        | Delors I               | 1985-1989 | Labour       |
| Ivor Richard          | Occupazione ed affari sociali, istruzione e formazione professionale                                                                | Thorn                  | 1981-1985 | Labour       |
| Christopher Tugendhat | Bilancio e controllo finanziario e fiscalità (Vicepresidente)                                                                       | Thorn                  | 1981-1985 | Conservative |
| Christopher Tugendhat | Bilancio e controllo finanziario, personale ed amministrazione                                                                      | Jenkins                | 1977-1981 | Conservative |
| Roy Jenkins           | Presidente | Jenkins                | 1977-1981 | Labour       |
| George Thomson        | Politiche regionali | Ortoli                 | 1973-1977 | Labour       |
| Christopher Soames    | Relazioni esterne (Vicepresidente)                                                                                                  | Ortoli                 | 1973-1977 | Conservative |